# Mnium thomsonii
Mnium thomsonii là một loài Rêu trong họ Mniaceae. Loài này được Schimp. mô tả khoa học đầu tiên năm 1876.

## Hình ảnh

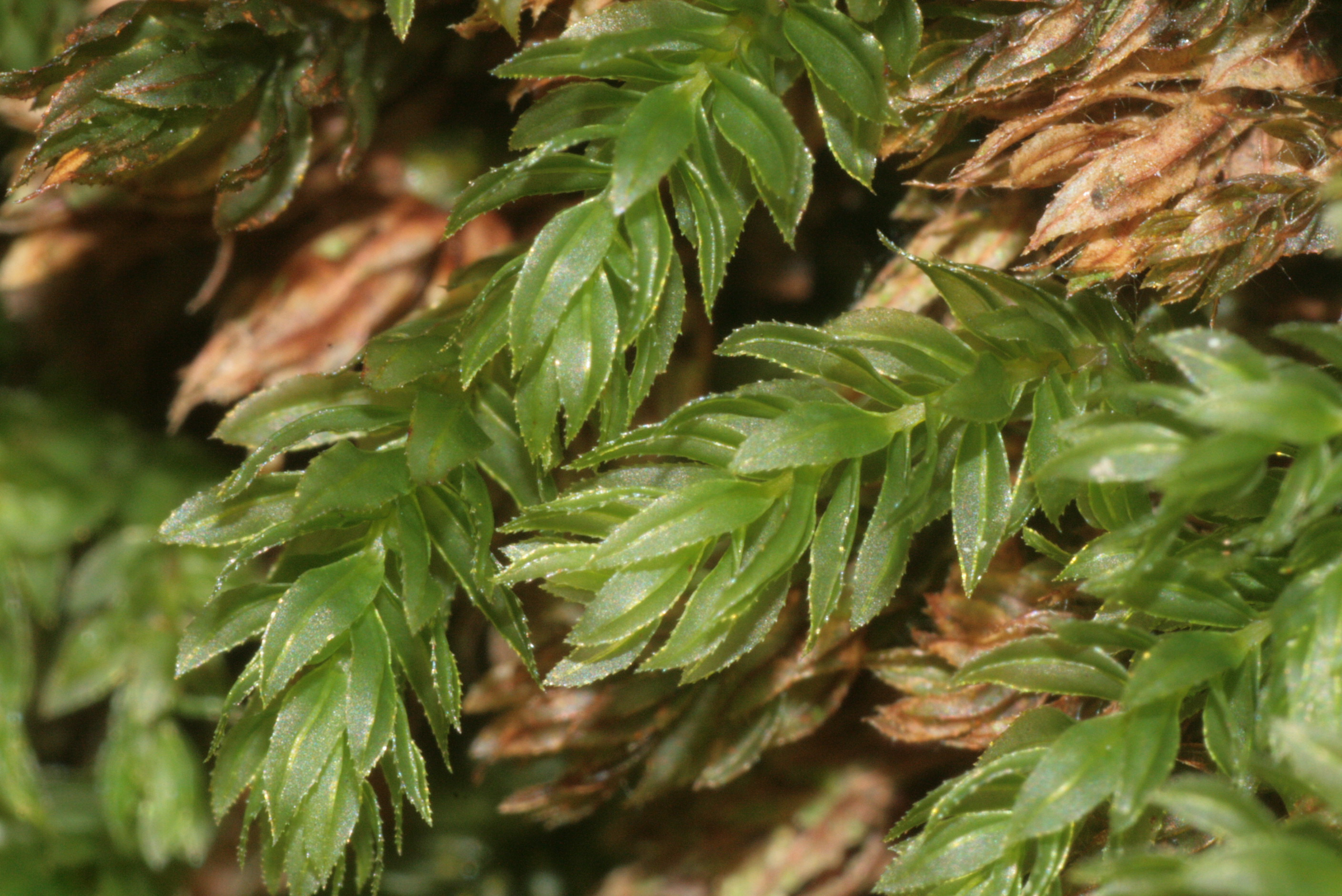
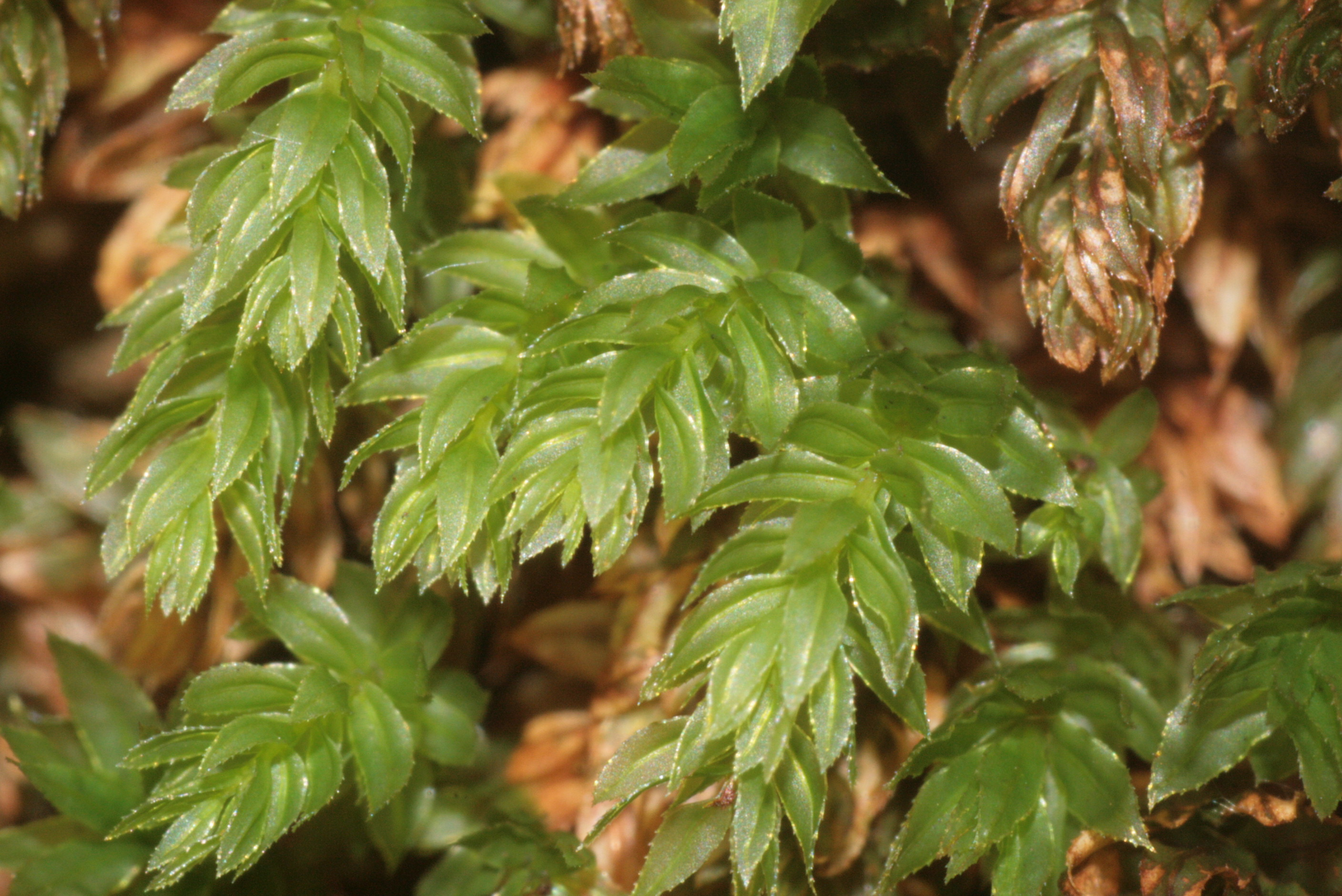
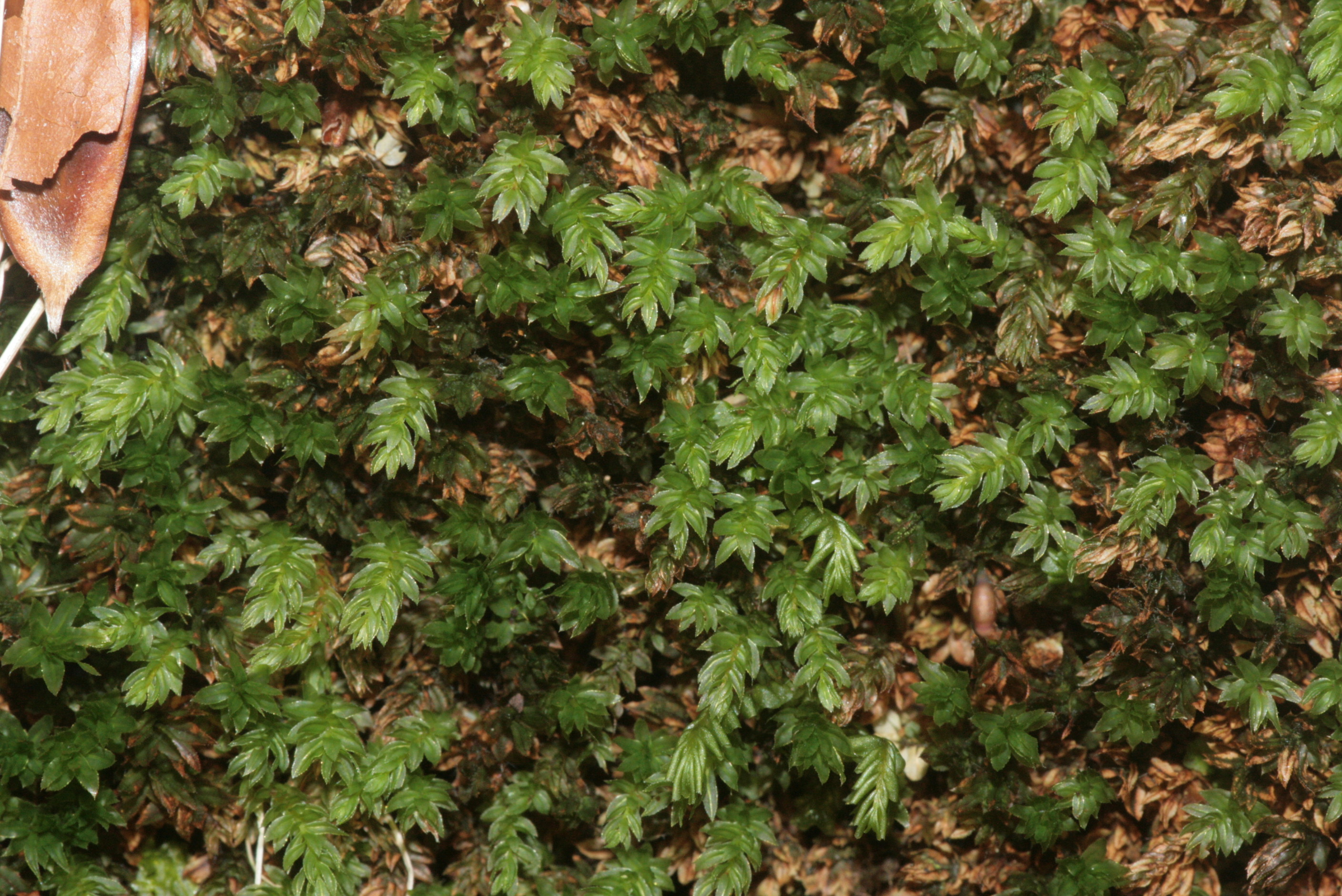
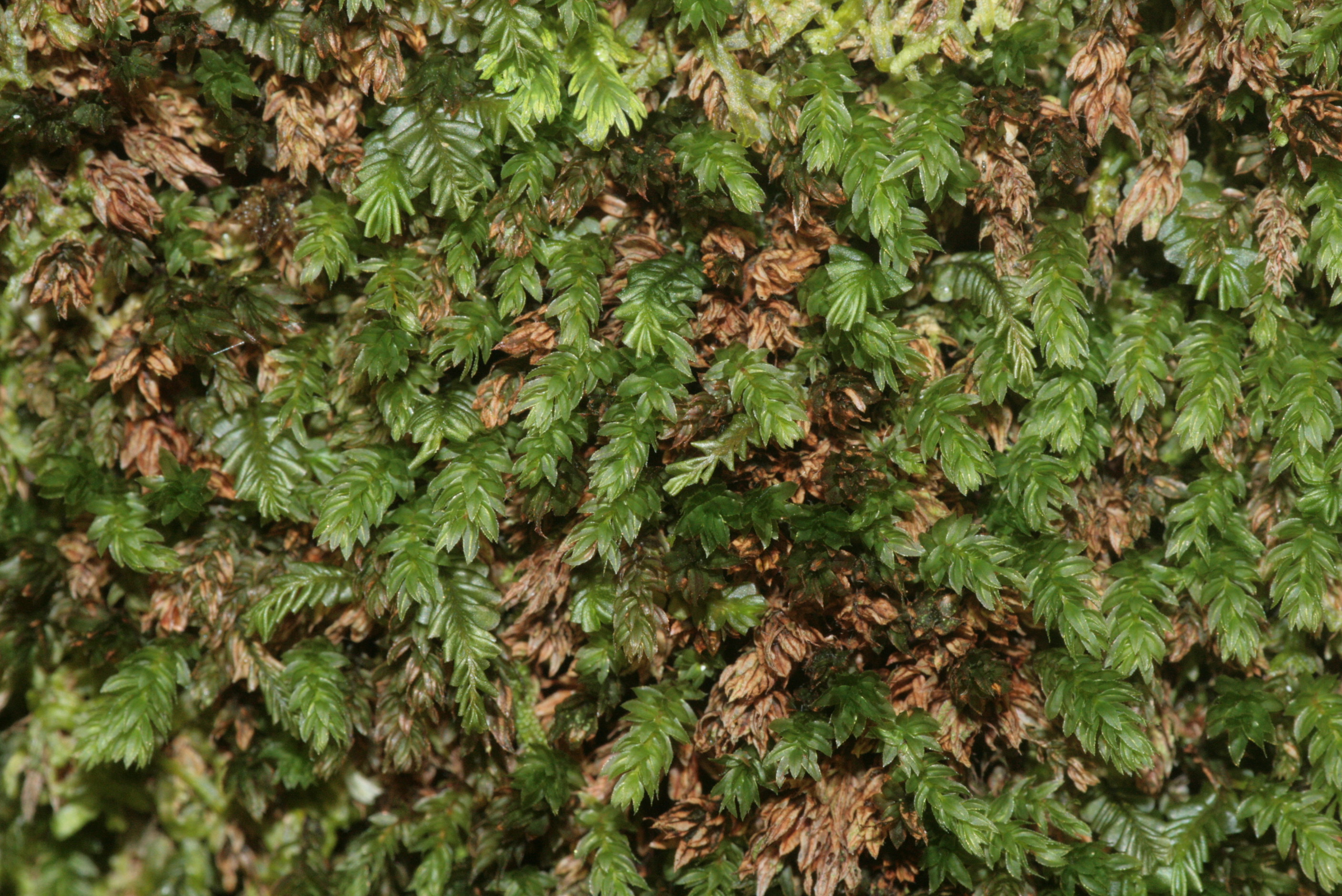